# Villarmentero de Esgueva
Villarmentero de Esgueva község Spanyolországban, Valladolid tartományban. Villarmentero de Esgueva Olmos de Esgueva, Villabáñez, Castronuevo de Esgueva, Cabezón de Pisuerga és San Martín de Valvení községekkel határos. Lakosainak száma 102 fő (2024).

## Népesség
A település népessége az utóbbi években az alábbiak szerint változott:
| Lakosok száma | 126  | 123  | 120  | 106  | 109  | 105  | 101  | 111  | 96   | 102  |
|               | 2001 | 2004 | 2007 | 2009 | 2012 | 2014 | 2017 | 2019 | 2022 | 2024 |